# Zones de Rome

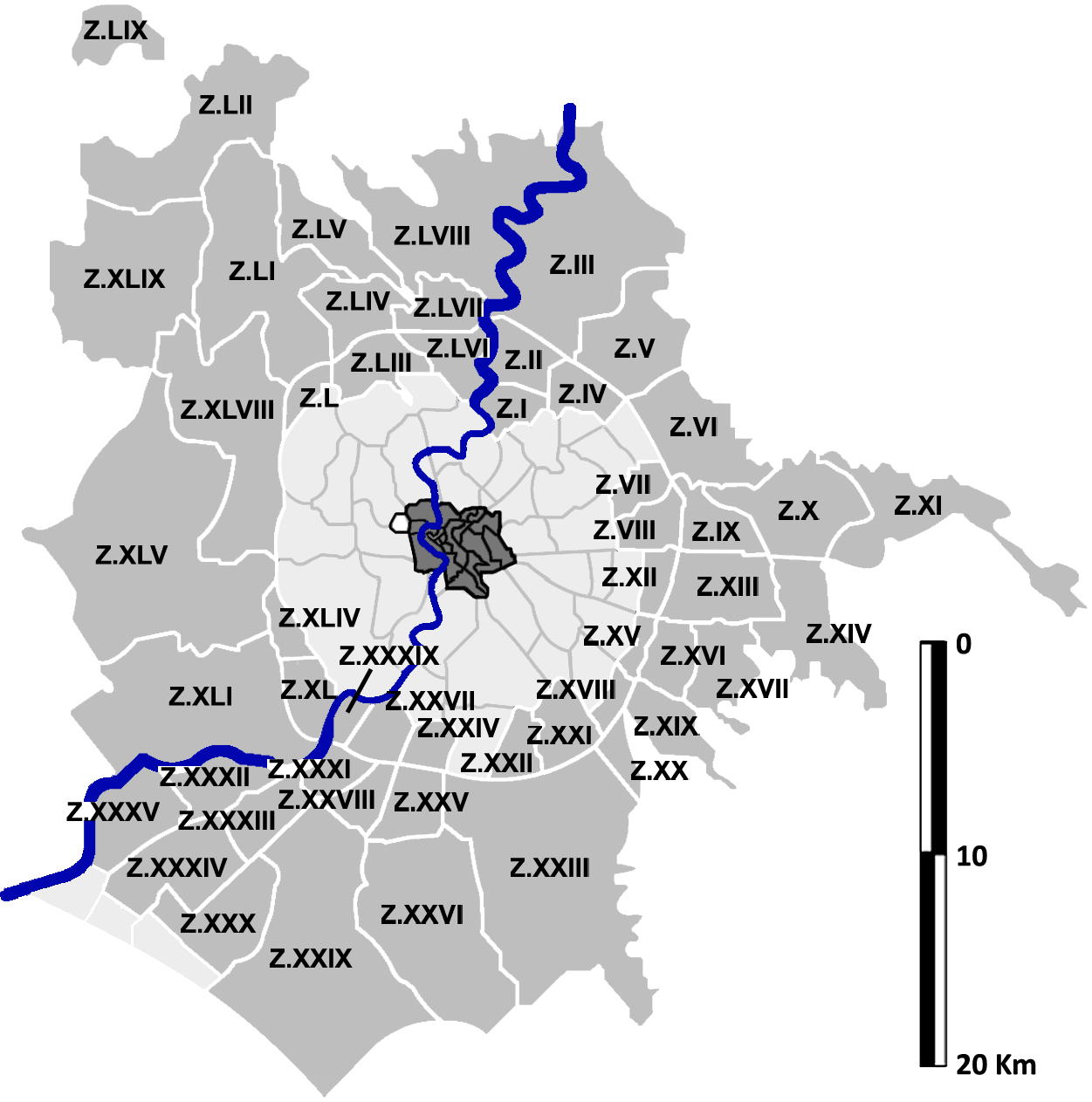
Carte des 59 zone de Rome
(en gris foncé à l'extérieur).

Les zones de Rome de l'Agro Romano (zone di Roma dell'Agro Romano, en italien) constituent le quatrième et dernier niveau de subdivisions administratives de Rome. 

## Historique
Elles correspondent aux zones nouvellement urbanisées depuis la deuxième moitié du XXe siècle dans l'Agro Romano (la campagne proche de Rome) et qui se sont développées au-delà de l'autoroute périphérique A90 de la capitale.

## Liste des zones
Il existe actuellement 59 zones dont 53 sont directement gérées par la ville de Rome, 6 par celle de Fiumicino, et une, Maccarese Nord, par les deux conjointement, ceci depuis leur scission administrative le 6 mars 1992. Leur création étant progressive, d'autres zones pourront encore voir le jour.
| N°       | Nom de la zone         | N°        | Nom de la zone   | N°      | Nom de la zone     | N°       | Nom de la zone        |
| Z.I      | Val Melaina            | Z.II      | Castel Giubileo  | Z.III   | Marcigliana        | Z.IV     | Casal Boccone         |
| Z.V      | Tor San Giovanni       | Z.VI      | Settecamini      | Z.VII   | Tor Cervara        | Z.VIII   | Tor Sapienza          |
| Z.IX     | Acqua Vergine          | Z.X       | Lunghezza        | Z.XI    | San Vittorino      | Z.XII    | Torre Spaccata        |
| Z.XIII   | Torre Angela           | Z.XIV     | Borghesiana      | Z.XV    | Torre Maura        | Z.XVI    | Torrenova             |
| Z.XVII   | Torre Gaia             | Z.XVIII   | Capannelle       | Z.XIX   | Casal Morena       | Z.XX     | Aeroporto di Ciampino |
| Z.XXI    | Torricola              | Z.XXII    | Cecchignola      | Z.XXIII | Castel di Leva     | Z.XXIV   | Fonte Ostiense        |
| Z.XXV    | Vallerano              | Z.XXVI    | Castel di Decima | Z.XXVII | Torrino            | Z.XXVIII | Tor de' Cenci         |
| Z.XXIX   | Castel Porziano        | Z.XXXe    | Castel Fusano    | Z.XXXI  | Mezzocammino       | Z.XXXII  | Acilia Nord           |
| Z.XXXIII | Acilia Sud             | Z.XXXIV   | Casal Palocco    | Z.XXXV  | Ostia Antica       | Z.XXXVI  | Isola Sacra           |
| Z.XXXVII | Fiumicino              | Z.XXXVIII | Fregene          | Z.XXXIX | Tor di Valle       | Z.XL     | Magliana Vecchia      |
| Z.XLI    | Ponte Galeria          | Z.XLII    | Maccarese Sud    | Z.XLIII | Maccarese Nord     | Z.XLIV   | La Pisana             |
| Z.XLV    | Castel di Guido        | Z.XLVI    | Torrimpietra     | Z.XLVII | Palidoro           | Z.XLVIII | Casalotti             |
| Z.XLIX   | Santa Maria di Galeria | Z.L       | Ottavia          | Z.LI    | La Storta          | Z.LII    | Cesano                |
| Z.LIII   | Tomba di Nerone        | Z.LIV     | La Giustiniana   | Z.LV    | Isola Farnese      | Z.LVI    | Grottarossa           |
| Z.LVII   | Labaro                 | Z.LVIII   | Prima Porta      | Z.LIX   | Polline Martignano | -        | -                     |